# Золтан Фюзесі
Золтан Фюзесі (угор. Zoltán Füzesy; 1 січня 1961) — угорський боксер, призер чемпіонатів світу і Європи серед аматорів.

## Аматорська кар'єра
1981, 1984, 1986, 1988 та 1989 року був чемпіоном Угорщини.
Через бойкот Олімпійських ігор 1984 представниками з соціалістичних країн пропустив Олімпіаду і завоював бронзову медаль на альтернативних змаганнях Дружба-84, програвши у півфіналі Бернардо Комасу (Куба).
На чемпіонаті Європи 1985 завоював срібну медаль.
- В 1/8 фіналу переміг Семюела Сторі (Ірландія) — 5-0
- У чвертьфіналі переміг Лотфі Аєда (Швеція) — RSCI 3
- У півфіналі переміг Філько Рущуклієва (Болгарія) — 5-0
- У фіналі програв Генрі Маске (НДР) — 0-5

На чемпіонаті світу 1986 програв Генрику Петричу (Польща).
На Олімпійських іграх 1988 переміг Ахмед Діна (Алжир) та Еса Хукканена (Фінляндія), а у чвертьфіналі програв Хусейн Шаху (Пакистан) — 2-3.
На чемпіонаті світу 1989 завоював бронзову медаль.
- В 1/8 фіналу переміг Мукунда Кіллекара (Індія) — 19-5
- У чвертьфіналі переміг Брюса Керрінгтона (Канада) — 21-7
- У півфіналі програв Андрію Курнявка (СРСР) — 4-11

На Іграх доброї волі 1990 в Сіетлі програв в чвертьфіналі.

## Професіональна кар'єра
1991 року дебютував на профірингу. З травня 1991 року по червень 1994 року провів сім боїв.